# 142754 Brunner
142754 Brunner este un asteroid din centura principală de asteroizi.

## Descriere
142754 Brunner este un asteroid din centura principală de asteroizi. A fost descoperit pe 5 octombrie 2002 la Apache Point Observatory în cadrul programului Sloan Digital Sky Survey. Asteroidul prezintă o orbită caracterizată de o semiaxă mare de 2,57 ua, o excentricitate de 0,17 și o înclinație de 6,6° în raport cu ecliptica.